# Hylaeus costaricensis
Hylaeus costaricensis är en biart som först beskrevs av Heinrich Friese 1917.  Hylaeus costaricensis ingår i släktet citronbin, och familjen korttungebin. Inga underarter finns listade i Catalogue of Life.